# Гаравито Армеро, Хулио
Ху́лио Гарави́то Арме́ро (исп. Julio Garavito Armero; 5 января 1865, Богота, Колумбия — 11 марта 1920, Богота, Колумбия) — колумбийский астроном, математик, инженер, экономист.

## Биография

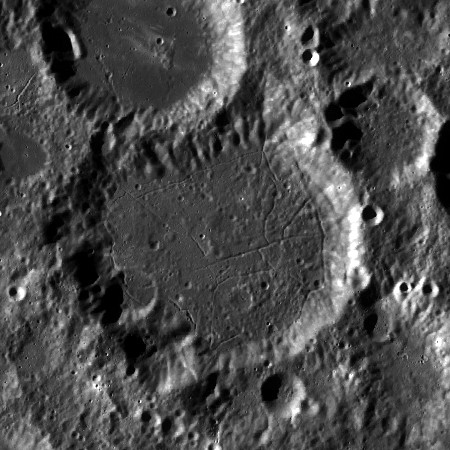
Гаравито (лунный кратер)

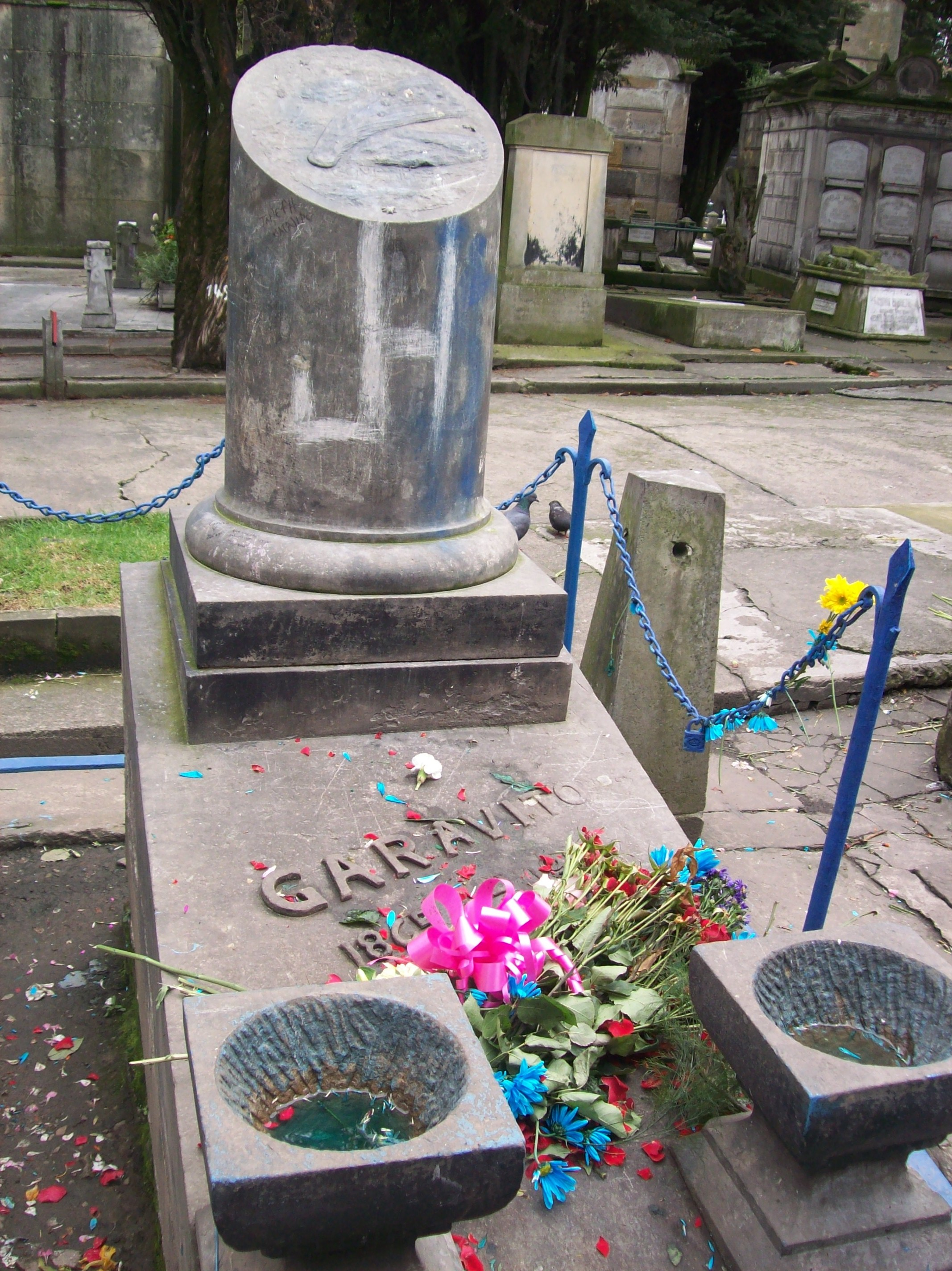
Могила Хулио Гаравито Армеро на Центральном кладбище Боготы

Родился в бедной семье. С молодости трудился, зарабатывая на хлеб. В 1885—1887 г. учился в колледже Сан-Бартоломео. Обладал исключительными математическими способностями. Получил степень магистра математики и инженера-строителя в Национальном инженерном училище «Escuela Nacional de Ingeniería» (ныне Национальный университет Колумбии).
С 1891 по 1920 год работал директором Национальной астрономической обсерватории. Под его руководством обсерватория стала ареной ряда научно-исследовательских экспериментов.
В 1902 году предложил правительству план создания Бюро долгот, которым впоследствии руководил. Бюро занималось определением границ страны, публикацией общих и региональных карт Колумбии. В 1916 году он отправился в Пуэрто Беррио (Антиокия), где изучал солнечное затмение.
Провёл многочисленные теоретические исследования, астрономические и метеорологические наблюдения. Занимался Теоремой Эйлера.
Хулио Гаравито Армеро был профессором математики, рациональной механики и астрономии, читал лекции до своей смерти.
Наиболее известен своими работами в области Небесной механики, которые в итоге превратились в исследования о лунных колебаниях и их влиянии на погоду, наводнения, состояние полярного льда и ускорение Земли (что было подтверждено позже).
Критиковал теорию относительности А. Эйнштейна. Был противником геометрии Лобачевского.
Армеро работал также в других областях науки, таких как математическая оптика и экономика, благодаря его трудам Колумбия смогла восстановиться после тяжёлой гражданской войны. Учёный читал лекции, проводил конференции по экономике и её влиянию на человеческие факторы, о войне и перенаселении. Как экономист, он был сторонником некоторых идей эпохи Регенерация, таких как создание централизованной системы и Национального банка. С тревогой наблюдал за колебаниями валютных курсов и обесцениванием бумажных денег.
Был удостоен многочисленных национальных и международных наград: член-корреспондент Колумбийского инженерного общества инженеров, Географического общества Лимы, Астрономических обществ Франции и Бельгии. Он также был членом-корреспондентом Академии латиноамериканской истории науки и искусства.
Похоронен на Центральном кладбище Боготы.

## Память
- Его имя присвоено престижной Колумбийской инженерной школе «Хулио Гаравито»
- В 2006 г. изображение Хулио Гаравито Армеро было помещено на банкноту Колумбии достоинством 20 000 песо.
- Национальный Конгресс Колумбии признал Хулио Гаравито Армеро одним из символов колумбийской техники и учредил премию его имени для награждения колумбийских инженеров.
- В 1970 году Международный астрономический союз в честь Гаравито Армеро, присвоил его имя одному из кратеров на обратной стороне Луны[2].